# Primo discorso d'insediamento di Abraham Lincoln

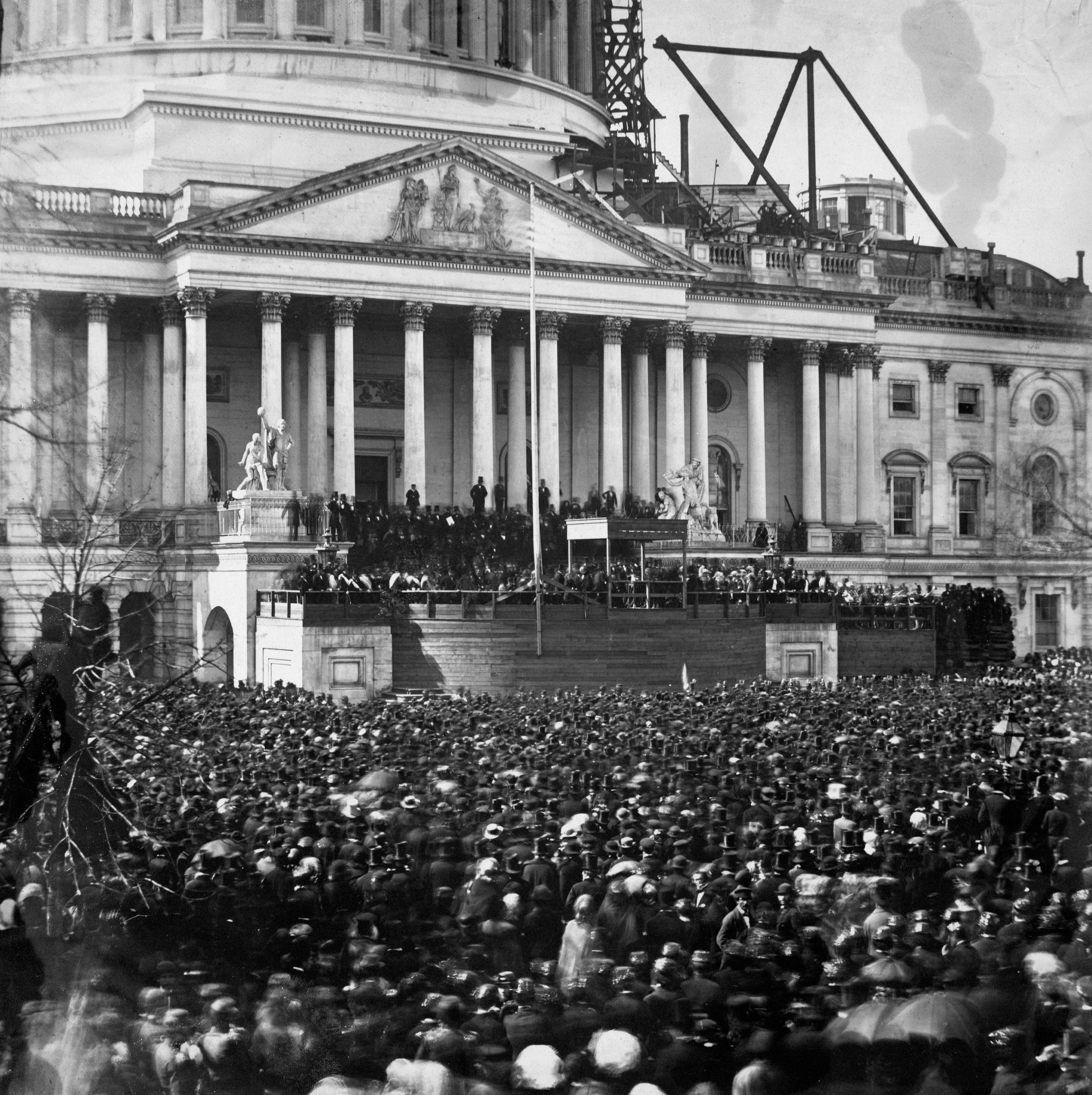
Uno squarcio della cerimonia del 4 marzo 1861 al Campidoglio.

Il primo discorso d'insediamento di Abraham Lincoln ebbe luogo sul palco appositamente predisposto davanti all'ala Est del Campidoglio della capitale federale Washington; venne pronunciato il 4 marzo del 1861 nell'ambito della cerimonia inaugurale della presidenza di Abraham Lincoln.
Si tenne alla presenza delle massime autorità politiche degli Stati Uniti d'America subito dopo che il presidente eletto fece il suo solenne giuramento di fedeltà alla nazione nelle mani del presidente della Corte Suprema Roger Brooke Taney sopra quella che in seguito sarà conosciuta come la Bibbia di Lincoln.
A. Lincoln - dell'Illinois - divenne in tal modo ufficialmente il 16° Presidente degli Stati Uniti d'America, avendo vinto le elezioni presidenziali del 1860 - il 1° del Partito Repubblicano - ottenendo la maggioranza assoluta dei suffragi.
Il discorso fu rivolto principalmente alla popolazione del profondo Sud, ed era inteso a dichiarare sinteticamente le politiche e i desideri di Lincoln verso quella particolare sezione del paese, in cui sette degli Stati federati si erano già separati dall'Unione per andare a formare gli Stati Confederati d'America.
Scritto in uno spirito di riconciliazione verso gli Stati separati, il discorso inaugurale toccò diversi argomenti: 
- in primo luogo, il suo impegno a "detenere, occupare e possedere la proprietà e i siti d'importanza strategica appartenenti al Governo federale" - incluso quindi anche e soprattutto Fort Sumter, le cui truppe si trovavano in stato d'assedio per opera dei sudisti;
- in secondo luogo, la sua tesi secondo cui l'Unione era indissolubile, e che quindi quella secessione era impossibile ed illegale;
- e in terzo luogo, una promessa secondo cui - mentre non sarebbe mai stato il primo ad attaccare - qualsiasi utilizzo della forza contro la guarnigione dell'Union Army sarebbe stato considerato come una dichiarata ribellione ed avrebbe pertanto incontrato una risposta altrettanto adeguata.

Il suo primo mandato coinciderà difatti con l'esplosione finale della crisi secessionista negli Stati Uniti meridionali la quale condurrà velocemente allo scoppio della guerra civile, iniziata con il bombardamento e la battaglia di Fort Sumter.
Lincoln denunciò con chiarezza le velleità secessioniste come un puro atto di anarchia e spiegò invece che il dominio democratico della maggioranza doveva essere bilanciato da restrizioni costituzionali interne al sistema repubblicano americano:
Desiderando in tutti i modi di sventare la possibilità di un conflitto che già aleggiava minacciosamente nell'aria, l'orazione si concluse con un accorato appello.

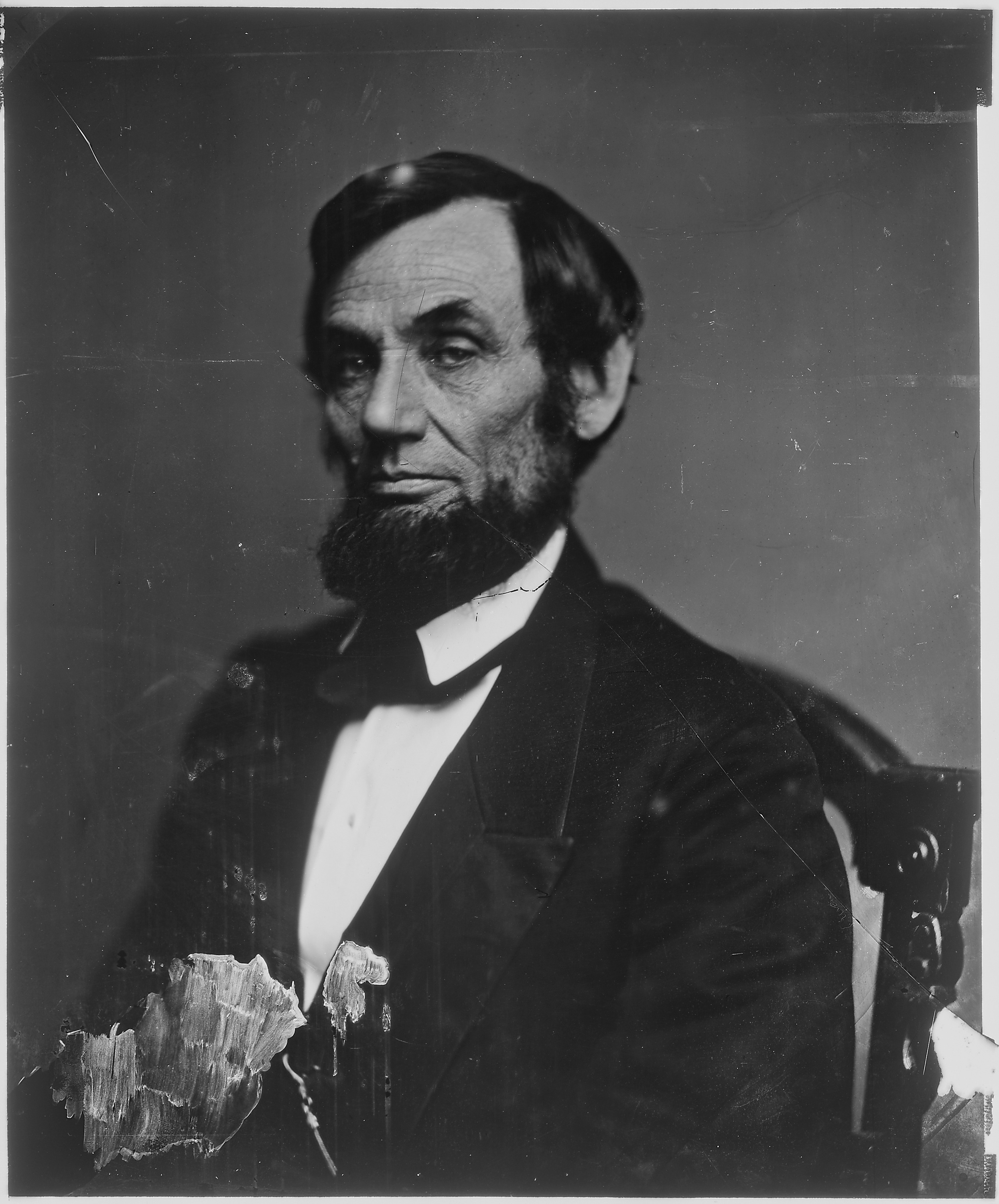
Foto del presidente nel 1861.

## Premesse
Lincoln fu scelto in qualità di candidato Repubblicano per le elezioni presidenziali del 1860, che vinse il 6 di novembre conquistando 180 Grandi elettori. Nell'arco del periodo che giunge fino alla sua inaugurazione, avvenuta il 4 di marzo, sette Stati federati del profondo Sud (I King Cotton) - Carolina del Sud, Mississippi, Georgia, Florida, Alabama, Louisiana e Texas - avrebbero proclamato di non considerarsi più vincolati all'unità nazionale.
Il predecessore di Lincoln, James Buchanan, aveva deplorato la secessione come illegale, ma aveva anche insistito sul fatto che il governo federale degli Stati Uniti d'America non poteva fare alcunché per fermarla. L'intera nazione, insieme a diverse potenze straniere interessate, attese le parole del Presidente eletto per sapere quale sarebbe stata esattamente la sua politica nei confronti del nuovo organismo, gli Stati Confederati d'America.
Il discorso rappresentò uno sforzo compiuto per rispondere a questa domanda, così come di raggiungere coloro che definì i suoi "compatrioti insoddisfatti" nel tentativo di evitare l'imminente conflitto. Aveva mantenuto una rigorosa politica del silenzio durante tutti i mesi che precedettero il suo insediamento, evitando accuratamente di fare dichiarazioni che potessero in qualche modo venire interpretate erroneamente sia dal Nord che dal Sud, prima di diventare il leader legale della nazione.
L'intenzione di Lincoln era che nessuna dichiarazione della sua politica specifica nei confronti del Sud dovesse essere resa nota e disponibile prima che entrasse ufficialmente in carica; quelli a conoscenza dei possibili contenuti del discorso furono invitati caldamente a giurare di tacere e la bozza venne tenuta chiusa nella cassaforte privata del quotidiano State Journal.
Il neo-presidente compose il suo indirizzo nella stanza sul retro del negozio del cognato nella sua città di residenza, Springfield (Illinois), utilizzando essenzialmente quattro riferimenti fondamentali: il discorso del 1850 pronunciato da Henry Clay sul Compromesso del 1850; la risposta di Daniel Webster a Robert Young Hayne del 1830, la proclamazione di Andrew Jackson contro la crisi della Nullificazione del 1832 ed infine la Costituzione degli Stati Uniti d'America.
Il prossimo Segretario di Stato, William H. Seward, in seguito diede dei suggerimenti i quali permisero di ammorbidire ed aggiustare un po' il tono originale e contribuirono alla celebre frase di chiusura. Lincoln, da parte sua, prese la bozza di Seward e gli diede un tono maggiormente poetico e lirico, apportando modifiche come la revisione della conclusione, da: "non siamo, non dobbiamo essere alieni o nemici, bensì compatrioti e fratelli", a: "sono riluttante a terminare. Non siamo nemici, ma amici, non dobbiamo essere nemici".

## Arrivo a Washington
Un gruppo di amici e parenti lasciò l'abitazione di Lincoln a Springfield (l'odierna Lincoln Home National Historic Site) l'11 di febbraio per recarsi in treno a Washington per la sua inaugurazione.
Questo gruppo comprendeva la moglie Mary Todd Lincoln, i tre figli (Robert Todd Lincoln, William Wallace Lincoln e Thomas Lincoln III), il cognato del presidente, John George Nicolay, John Hay (i suoi futuri giovani segretari particolari), Ward Hill Lamon, David Davis, Norman Buel Judd (compagni di partito) ed infine Edwin Vose Sumner.
Per i dieci giorni successivi Lincoln viaggiò molto per tutto il Nord, comprendendo le fermate a Indianapolis, Columbus, Pittsburgh, Cleveland, Buffalo, Albany, New York e a Sud fino a Filadelfia, dove nel pomeriggio del giorno 21 entrò nella stazione di Kensington. Qui prese una carrozza a nolo aperta per dirigersi all'Hotel Continental, con quasi 100.000 spettatori in attesa di intravedere il presidente eletto. Lì incontrò il sindaco Alexander Henry e consegnò alcune osservazioni alla folla fuori da un balcone dell'hotel. Poi proseguì per Harrisburg.

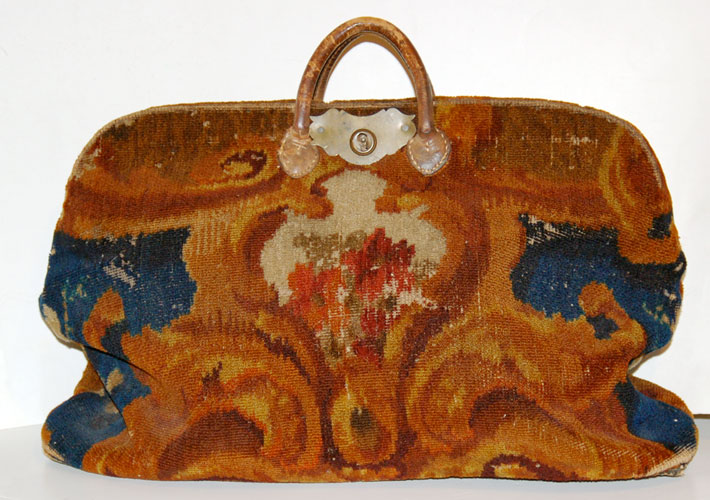
Un esempio di Carpet bag, del tutto simile a quella utilizzata dal presidente.

Durante il viaggio al figlio maggiore Robert venne affidata da suo padre una borsa da viaggio in stile orientale (Carpet bag) contenente il discorso. Ad una fermata Robert però la consegnò erroneamente ad un impiegato dell'albergo, il quale la depositò dietro alla propria scrivania mescolata a molte altre.
Un Lincoln visibilmente preoccupato si vide così costretto a recarvisi personalmente e a provare la sua chiave in diversi bagagli e valigie, fino a quando finalmente trovò quello contenente il proprio discorso. Successivamente mantenne la borsa in proprio possesso fino al suo arrivo nella capitale.
A causa di una presunta cospirazione che lo avrebbe visto minacciato di omicidio - questo secondo le informazioni ricevute in via strettamente confidenziale dall'investigatore privato Allan Pinkerton, si convinse di attraversare Baltimora su un treno speciale nel bel mezzo della notte prima di completare finalmente il suo percorso verso la meta prestabilita.

## Temi affrontati
1. Schiavitù: Lincoln dichiarò con enfasi che "... non ho alcuno scopo, direttamente o indirettamente, di interferire con l'istituzione della schiavitù negli Stati in cui essa già esiste. Credo di non avere alcun diritto legale di farlo, e non ho neppure alcuna inclinazione a farlo".
2. Status giuridico del Sud: asserì che, non appena avesse giurato di "preservare, proteggere e difendere la Costituzione degli Stati Uniti d'America", questo gli impedirà di accettare che le leggi dell'Unione non fossero rese fedelmente esecutive in tutti gli Stati federati, inclusi quelli che si erano separati.
3. Uso della forza: Lincoln promise che non ci sarebbe stato alcun uso della forza contro il Sud, a meno che ciò non si fosse reso pienamente necessario per lui adempiere al suo obbligo di "detenere, occupare e possedere la proprietà e i luoghi" appartenenti al Governo federale e per raccogliere tributi e imposizioni legali. Tuttavia, se il Sud avesse scelto di prendere attivamente le armi contro il governo, la loro insurrezione avrebbe altresì incontrato una risposta ferma e vigorosa.
4. Secessione: riferendosi alle parole del preambolo della Carta costituzionale, Lincoln affermò che la Costituzione era stata istituita "per formare un'unione più perfetta" di quanto non fosse stato esplicitato negli stessi articoli della Confederazione. Poiché l'Unione istituita a norma dei suddetti articoli era esplicitamente perpetua nel nome e nel testo, così l'Unione sotto la Costituzione era ugualmente perpetua. Aggiunse che anche se la Costituzione dovesse essere interpretata come un semplice contratto, non potrebbe essere revocata legalmente senza un accordo tra tutte le parti, vale a dire tutti gli Stati contraenti, Nord e Sud, consensualmente.
5. Protezione della schiavitù: Lincoln esplicitamente dichiarò di non avere obiezioni all'emendamento Corwin proposto per modificare la Costituzione, che era anzi già stato approvato da entrambe le camere del Congresso. Questo emendamento avrebbe protetto formalmente la schiavitù in quegli Stati in cui esisteva, ed assicurato a ciascuno di essi il diritto di stabilirla o ripudiarla. Indicò che pensava che questo diritto fosse già protetto nella Costituzione originale e che quindi che l'Emendamento si limitasse a ribadire ciò che già conteneva.
6. Schiavitù nei Territori: Lincoln affermò che nulla nella Costituzione veniva espressamente detto su cosa potrebbe o non potrebbe essere fatto in merito alla schiavitù nei territori. Indicò la sua volontà di far rispettare la Fugitive Slave Law, ma a patto che i neri liberi potessero venire protetti dal rapimento e dalla vendita illegale o riduzione in schiavitù attraverso un suo uso improprio.
7. Il servizio postale: esso continuerebbe ad operare in tutto il Sud, "a meno che non venga respinto".
8. Uffici federali nel Sud: senza un servizio civile professionale in funzione durante questo periodo della storia americana, Lincoln promise che non avrebbe usato il sistema del "chi vince prende tutto" (spoils system) per nominare i detentori degli uffici del Nord agli incarichi federali, così come quello dei direttori postali, situati negli Stati meridionali. Invece, disse che avrebbe "rinunciato all'uso di tali uffici" piuttosto che forzare l'accettazione di "estranei antipatici" al Sud.

## Reazioni
Mentre gran parte della stampa nordica lodava o almeno accettava il discorso inaugurale di Lincoln, la nuova Confederazione sudista essenzialmente rispose con un silenzio sprezzante. Il Charleston Mercury costituì un'eccezione: distorceva il discorso del Presidente degli Stati Uniti d'America come manifestazione di "insolenza" e "brutalità" e attaccava il governo federale in quanto espressione di "un impero monocratico fondato sulla coercizione".
Il discorso non impressionò granché favorevolmente neppure gli altri Stati che stavano considerando la secessione; difatti, subito dopo che Fort Sumter venne attaccato dalle forze sudiste e Lincoln dichiarò ufficialmente lo stato di insurrezione, altri quattro stati - Virginia, Carolina del Nord, Tennessee e Arkansas - si separarono. Aveva inizio una guerra civile che arriverà a costare 650.000 morti.
Gli scrittori e gli storici moderni considerano generalmente il discorso come un capolavoro e uno dei migliori indirizzi inaugurali presidenziali, con le frasi finali che si sono guadagnate una fama particolarmente duratura nella cultura americana. Gli analisti letterari e politici hanno anche elogiato la prosa eloquente e la qualità epideicettiva (genere dimostrativo).